# Grozon
Grozon é uma comuna francesa na região administrativa de Borgonha-Franco-Condado, no departamento de Jura. Estende-se por uma área de 14,25 km². Em 2010 a comuna tinha 426 habitantes (densidade: 29,9 hab./km²).